# Cyanopenthe metallica
Cyanopenthe metallica is een keversoort uit de familie winterkevers (Tetratomidae). De wetenschappelijke naam van de soort werd in 1916 gepubliceerd door George Charles Champion.